# Japan ved vinter-OL 2022
Japan deltager i vinter-OL 2022 i Beijing, Kina i perioden 4. – 20. februar 2022.

## Medaljer
| 2022 Beijing | Guld | Sølv | Bronze | Total |
| Japan        | 3    | 6    | 9      | 18    |

### Medaljevindere
| Japan under vinter-OL 2022 i Beijing | Japan under vinter-OL 2022 i Beijing                                                                          | Japan under vinter-OL 2022 i Beijing | Japan under vinter-OL 2022 i Beijing | Japan under vinter-OL 2022 i Beijing |
| Medalje                              | Navn | Sport                                | Event                                | Dato                                 |
| ------------------------------------ | --- | ------------------------------------ | ------------------------------------ | ------------------------------------ |
| Guld                                 | Ryōyū Kobayashi                                                                                               | Skihop                               | Men's individual normal hill         | 6. februar                           |
| Guld                                 | Ayumu Hirano                                                                                                  | Snowboarding                         | Men's halfpipe                       | 11. februar                          |
| Guld                                 | Miho Takagi                                                                                                   | Hurtigløb på skøjter                 | Women's 1000 metres                  | 17. februar                          |
| Sølv                                 | Miho Takagi                                                                                                   | Hurtigløb på skøjter                 | Women's 1500 metres                  | 7. februar                           |
| Sølv                                 | Yuma Kagiyama                                                                                                 | Kunstskøjteløb                       | Herrerenes single                    | 10. februar                          |
| Sølv                                 | Ryōyū Kobayashi                                                                                               | Skihop                               | Men's individual large hill          | 12. februar                          |
| Sølv                                 | Miho Takagi                                                                                                   | Hurtigløb på skøjter                 | Women's 500 metres                   | 13. februar                          |
| Sølv                                 | Ayano Sato Miho Takagi Nana Takagi                                                                            | Hurtigløb på skøjter                 | Women's team pursuit                 | 15. februar                          |
| Sølv                                 | Satsuki Fujisawa Chinami Yoshida Yumi Suzuki Yurika Yoshida Kotomi Ishizaki                                   | Curling                              | Damernes turnering                   | 20. februar                          |
| Bronze                               | Ikuma Horishima                                                                                               | Freestyle skiløb                     | Men's moguls                         | 5. februar                           |
| Bronze                               | Shoma Uno Yuma Kagiyama Wakaba Higuchi Kaori Sakamoto Riku Miura Ryuichi Kihara Misato Komatsubara Tim Koleto | Kunstskøjteløb                       | Team event                           | 7. februar                           |
| Bronze                               | Sena Tomita                                                                                                   | Snowboarding                         | Women's halfpipe                     | 10. februar                          |
| Bronze                               | Shoma Uno | Kunstskøjteløb                       | Men's singles                        | 10. februar                          |
| Bronze                               | Wataru Morishige                                                                                              | Hurtigløb på skøjter                 | Men's 500 metres                     | 12. februar                          |